# Mondadori France
Mondadori France initialement Les Éditions Mondiales puis  EMAP France, est un éditeur de presse français, filiale du groupe Reworld Media. Avec plus de 30 publications, le troisième éditeur de magazines en France[réf. nécessaire].

## Historique
Le groupe s'est essentiellement constitué autour d'acquisitions, notamment à partir de 1990 avec le rachat du groupe de presse français Les Éditions Mondiales qui devient en 1994 EMAP France, filiale du groupe de presse britannique East Midlands Allied Press (EMAP), depuis son implantation en France, le groupe a lancé quatre magazines dont Closer. EMAP France, est racheté en août 2006 par Mondadori, leader de la presse magazine en Italie et propriété de Silvio Berlusconi via la Fininvest. En 2009, le groupe lance Grazia France, déclinaison du titre italien du même nom qui compte à ce jour 25 éditions dans le monde à travers le Grazia International Network.
En 2018, la maison mère italienne, Fininvest, présidée par Marina Berlusconi, est en négociation avec Reworld Media pour vendre sa filiale française. Ce projet rencontre l'opposition des salariés, qui manifestent le 18 octobre devant le ministère de la Culture pour s'opposer à la vente. Selon eux, le repreneur potentiel fait peser de lourdes menaces sur l'emploi et la survie des magazines du groupe. Le ministre de la Culture, Franck Riester déclare vouloir s'engager contre la reprise des groupes de presse par les "géants du web"[réf. nécessaire].
Le 31 juillet 2019, Reworld Media rachète Mondadori France. Début octobre 2019, le groupe se retrouve face à une situation inédite : sur 330 journalistes en CDI, 194 démissionnent dans le cadre de leur clause de cession, un dispositif qui permet à un journaliste salarié en CDI de quitter son emploi en l'échange d'indemnités légales lorsqu'un changement d'actionnaire survient au sein de la direction du groupe pour lequel il travaille. Au total, 60 % des journalistes quittent le groupe, laissant planer le doute sur la publication des prochains numéros de certains magazines,.

## Informations financières
En 2018 le holding Montadori France a réalisé un chiffre d'affaires de 3 613 100 € et enregistré une perte historique de 287 475 000 € en raison d'importantes dépréciations d'actifs.

## Identité visuelle

Logo d'Emap France jusqu'en 2006
Logo de Mondadori France à partir d'aout 2006

## Historique des titres
(janvier 2014).

### Acquisitions
1990 : rachat du mensuel Le Chasseur français à l'industriel Manufrance, en partenariat avec Bayard Presse. Les deux groupes détiennent chacun 50 % du capital du titre.
1994 : Éditions Mondiales, rachat de vingt-huit titres (Nous deux, Télé Poche, Modes et travaux, Grands Reportages, Diapason, Wind, Pêche Mouche, Consoles +, Tilt Micro loisirs, Les Veillées des chaumières, Le Film français, Ciné chiffres, Vidéo Broadcast, Studio magazine, Auto-Plus, France-Golf, Inter Auto-Écoles, Auto Infos, etc.) ;
1994 : Gerpresse (groupe Hersant), rachat de dix titres (L'Auto-Journal, 30 millions d'amis, L'Ami des jardins et de la maison, Bonne cuisine, La Pêche et les poissons, Revue Chiens 2000, La Revue nationale de la chasse, etc.) ;
1994 : rachat de la Nouvelle Revue de son ; La Revue du son mensuel créé en 1953 par Georges Giniaux, directeur des éditions Chiron, est reprise par les éditions Fréquence sous le nom La Nouvelle Revue du son acquise par EMAP France au près des éditions Fréquence elle devient par la suite La Revue du Son & du Home Cinéma avant de s'arrêter en 2009 ;
1995 : rachat de Tarif Media au groupe canadien Mc Clean Hunter, ainsi que des titres homologues comme BRAD (UK), Media Daten (Allemagne)...
1996 : Week-End Publication (Compagnie luxembourgeoise de télédiffusion, aujourd'hui RTL Group), rachat de trois titres :  Télé Star, Télé Star Jeux et Top Santé.
1998 (janvier) : Éditions Nautisme, rachat du mensuel Neptune Yachting Moteur (créé en 1960 sous le nom de Neptune nautisme, puis Neptune Yachting en 1984 et Neptune Yachting Moteur en 1995).
1999 : Studio magazine, mensuel indépendant sur le cinéma, repris en partenariat avec Canal+ et UGC. Revendu en 2004.
1999 (juillet) : Éditions Taitbout (Barclays Private Equity) qui publie le mensuel Pleine Vie.
2001 : rachat de la participation de Bayard Presse qui détenait 50 % du capital de la filiale commune Media Nature créée par les deux groupes en 1995 (Le Chasseur français, Grand Gibier, L'Ami des jardins et de la maison, La Revue nationale de la chasse, La Pêche et les poissons et Pêche mouche).
2003 : rachat d'une partie des titres publiés par Excelsior Publications pour 90 millions d'euros. Cette transaction comprend : Science & Vie, Les Hors Série de Science & Vie, Les Cahiers de Science & Vie, Science et Vie Junior, Les Dossiers Hors Série de Science et Vie Junior, Science & Vie Découvertes, 20 Ans, Biba, Mixte, Vital, Max, Max Mixte, Guide Bel-Air). Les magazines automobiles et le pôle finance d'Excelsior ne sont pas repris par EMAP.

### Lancements
1992 : Réponses Photo, mensuel traitant de la photographie, création inspirée des magazines anglais Photo Answer et Practical Photography appartenant à EMAP.
1997 : Nintendo Magazine, « le magazine officiel » de la marque de jeux vidéo en France (arrêt de la parution en mai 2000), et Décision Auto.
1998 (mars) : Télémax, hebdomadaire de télévision, création originale, diffusion suspendue la même année.
1998 (mars) : Vidéo Broadcast, hebdomadaire destiné aux professionnels de l'audiovisuel. Il s'agit en fait d'une nouvelle version d'un mensuel jusque-là publié par les Éditions Mondiales. Le titre était alors exploité sous licence d'EMAP, éditeur au Royaume-Uni magazine Broadcast. Le  titre sera revendu six ans plus tard (voir ci-dessous).
1999 (juin) : FHM, mensuel masculin, adaptation sous licence d'EMAP du magazine britannique FHM (For Him Magazine) cédé au groupe 1633 en 2009.
2000 (décembre) : EMW, filiale numérique créée en partenariat avec Wanadoo (groupe France Télécom), a pour vocation d'éditer et de produire des contenus Internet. En septembre 2005, le groupe devient unique actionnaire d'EMW.
2002 (juin) : ADDX, mensuel automobile, création inspirée des magazines automobiles d'EMAP.
2005 (juin) : Closer, mensuel people, adaptation sous licence d'EMAP du magazine britannique Closer.
2009 (29 août) : Grazia, hebdomadaire féminin mode, people
2011 (25 mars) : Guerres & Histoire, trimestriel de Science & Vie.
2017 (23 mars) : Mellow, mag

### Titres vendus ou disparus
1998 : Grands Reportages, mensuel acquis lors du rachat des éditions Mondiales, est confié en location-gérance aux Éditions Nivéales, groupe basé à Grenoble.
1998 : Wind, mensuel spécialisé dans la planche à voile acquis lors du rachat des éditions Mondiales, est confié en location-gérance aux Éditions Nivéales.
1998 : Télémax cesse sa parution quelques mois après son lancement. Les ventes de l'hebdomadaire stagnaient à 50-60 000 exemplaires alors qu'EMAP en espérait 300 000.
2000 (mai) : Nintendo Magazine cesse de paraître, le contrat de licence d'exploitation de Nintendo n'ayant pas été renouvelé. Le titre reparaît en mai 2002, désormais édité par Future France, filiale française du groupe britannique Future, spécialisé dans les magazines de jeux vidéo.
2000 (septembre) :  Décision Auto cesse de paraître. Ce trimestriel professionnel était destiné aux professionnels de l'automobile.
2000 : Revue Chiens 2000, mensuel fondé en 1973 sous le nom Chiens 2000 et acquis lors du rachat de Gerpresse, est cédé à l'éditeur JLD. Le magazine continue aujourd'hui de paraître.
2001 : 30 millions d'amis, magazine mensuel animalier fondé par Jean-Pierre Hutin en 1978 et acquis lors du rachat de Gerpresse, est vendu au groupe britannique Aniwa.
2002 (avril) : Inter Auto-Écoles, mensuel destiné aux instructeurs d'auto-écoles, est cédé aux Éditions techniques pour l'automobile et l'industrie (ETAI), groupe français spécialisé dans la presse professionnelle. EMAP entend se concentrer sur ses titres automobiles grand public.
2002 (avril) : Auto Infos, bimensuel destiné aux garagistes et concessionnaires automobiles, est cédé à ETAI.
2003 (septembre) : Vital, mensuel féminin acquis lors du rachat d'Excelsior, cesse de paraître. Le magazine avait enregistré une baisse de 20 % de sa diffusion en quatre ans.
2004 : Neptune Yachting Moteur, mensuel nautique acquis auprès des Éditions Nautisme en 1998 est revendu aux Éditions Larivière.
2004 (mars) : Studio magazine, magazine consacré au cinéma et acquis lors du rachat des Éditions Mondiales, est vendu au Groupe Express-Roularta.
2004 (septembre) : Vidéo Broadcast, magazine destiné aux professionnels de l'audiovisuel et acquis lors du rachat des Éditions Mondiales, est vendu au groupe Roularta. Vidéo Broadcast (8 450 exemplaires) sera fusionné au magazine Sonovision (15 000 exemplaires) pour devenir Sonovision/Broadcast.
2005 (août) : Consoles + (25 813 exemplaires de diffusion France payé en 2004), magazine mensuel consacré aux jeux vidéo créé en 1990 et acquis lors du rachat des Éditions Mondiales, est revendu à Future France, filiale du groupe de presse britannique Future.
2006 (décembre) : arrêt de la publication de 20 ans puis vente du titre à FT Médias qui le publie de nouveau à partir d'avril 2009
2007 (décembre) : Tarif Media est vendu à CB News (Groupe Com & Co).
2007 : cession des titres Sports (Bateaux, Golf, le Cycle ainsi que Bel Air) à Motor Presse.
2008 : en juin cession à Motor Presse France des titres Le Cycle, l’Officiel du Cycle de la Moto et du Quad, Bateaux, Golf Européen et Golf Magazine ainsi que du Guide Bel-Air, guide touristiques créé en 1936 sous le nom Guide Susse est décliné en cinq éditions différentes par an : Guide Bel-Air Camping Caravaning France, Guide Bel-Air Camping Caravaning Europe, Guide Bel-Air Camping Caravaning 3 et 4 étoiles, Guide Bel-Air Guide Locations Vacances, Guide Bel-Air Évasion Campings-Cars acquis en 2003 au près d'Excelsior Publications) est vendu en 2008. En septembre Cession de Pêche mouche, bimestriel (13 121, 2006) et de La Pêche et Les Poissons, mensuel, (44 695, 2006) à Média et Nature Active (Sofimav).
2009 (juillet-août, numéro: 239) : Caméra vidéo et multimédia : mensuel créé en 1987 et acquis en 1994 (éditions Mondiales, groupe Cora-Révillon).
2009 (juillet-août, numéro: 1675) : Le Photographe : mensuel créé en 1910 par Paul Montel Publications.
2009 (août, numéro: 95) : ADDX : mensuel créé le 12 septembre 2001, lancé par EMAP France et diffusé à 78 061 exemplaires en 2005-2006.
2009 (novembre) : annonce de l'arrêt des titres Mixte, Caméra Video, Le Photographe, ADDX, La Nouvelle Revue du Son et du Home Cinéma, et la vente de FHM au groupe 1633.

## Dirigeants
Carmine Perna, directeur général, également membre du comité exécutif du groupe Arnoldo Mondadori à Milan. L'Administrateur délégué (CEO) de la maison-mère est Ernesto Mauri, également Président de Mondadori France.

## Titres édités

### Automobile
- Auto Plus : hebdomadaire automobile, leader du marché de la presse automobile en France, fondé en 1988 éditions Mondiales) par Éric Bhat sous le nom de France Auto, adapté du magazine allemand Auto Bild (Axel Springer Verlag), codétenu depuis 1994 par EMAP France (devenu Mondadori France), et diffusé à 308 437 exemplaires en 2005-2006 ;
- L'Auto-Journal : bimensuel automobile, créé en 1950 par Robert Hersant, acquis en 1994 (Gerpresse, groupe Hersant) et diffusé à 118 407 exemplaires en 2005-2006 ;
- Sport Auto : mensuel automobile créé en 1962 par le journaliste automobile suisse Gérard Crombac et le pilote français Jean Lucas, acquis en 1994 et diffusé à 57 829 exemplaires en 2005-2006 ;
- Auto-Journal Evasion et 4x4 : bimestriel automobile, lancé le 14 mai 2002 par EMAP France et diffusé à 27 906 exemplaires en 2005-2006 ;
- Auto Plus Classiques :  revue automobile spécialisée dans l'automobile de collection ;

### Féminin et people
- Pleine Vie : mensuel créé en 1981 par les Éditions Taitbout sous le nom Le Temps retrouvé, renommé Pleine Vie en 1997, acquis en 1999 (Éditions Taitbout) et diffusé à 921 288 exemplaires ;
- Modes et travaux : mensuel créé en 1919, acquis en 1994 (éditions Mondiales) et diffusé à 425 653 exemplaires ;
- Top Santé : mensuel créé en 1990 en partenariat avec l’émission Santé à la Une diffusée sur TF1 de 1986 à 1994, acquis en 1996 (Compagnie luxembourgeoise de télédiffusion devenu RTL Group) et diffusé à 355 482 exemplaires ;
- Biba ;
- Nous Deux : hebdomadaire créé en 1947 et diffusé à 323 856 exemplaires ;
- Grazia ;
- Les Veillées des chaumières : bihebdomadaire créé le 7 novembre 1877 par l'éditeur Henri Gautier, devenu hebdomadaire en 1952 et acquis en 1994 (éditions Mondiales) ;
- L'Ami des Jardins ;
- Closer ;
- Closer teen

### Chasse
- Le Chasseur français : mensuel créé en 1885 par l'entreprise française Manufrance, repris en partenariat avec Bayard Presse en 1990 (Manufrance), acquis à 100 % en juin 2001 et diffusé à 483 071 exemplaires (2006) ;
- La Revue nationale de la chasse mensuel, diffusé à 57 237 exemplaires. ;
- Grand Gibier : trimestriel, diffusé à 20 397 exemplaires ;

### Science et loisirs
- Science & Vie : mensuel créé en 1913, acquis en 2003 (Excelsior Publications) et diffusé à 285 987 exemplaires en 2005-2006 ;
- Science & Vie Junior : mensuel créé en 1989, acquis en 2003 (Excelsior Publications) et diffusé à 148 974 exemplaires en 2005-2006 ;
- Les Cahiers de Science & Vie : bimestriel créé en 1991, acquis en 2003 (Excelsior Publications) et diffusé à 51 419 exemplaires en 2005-2006 ;
- Science & Vie Découvertes : mensuel créé en 1998, acquis en 2003 (Excelsior Publications) et diffusé à 51 411 exemplaires en 2005-2006 ;
- Hors Série Science & Vie : trimestriel créé en 1945, acquis en 2003 (Excelsior Publications) et diffusé à 186 879 exemplaires en 2004 ;
- Guerres & Histoire ;
- Réponses Photo ;
- Diapason : mensuel créé en 1955 par Georges Chérière puis repris en 1983 par les éditions Mondiales, acquis en 1994 (éditions Mondiales, groupe Cora-Révillon) et diffusé à 31 860 exemplaires en 2005-2006 ;

### Télévision
- Télé star : hebdomadaire de télévision, créé en 1976 (groupe Week-End Publication) et diffusé à 985 844 exemplaires en 2012-2013[13] ;
- Télé Star Jeux : mensuel de jeux et de détente, créé en 1988, acquis en 1996 (groupe Week-End Publication) et diffusé à 160 430 exemplaires en 2005-2006 ;
- Télé poche : hebdomadaire de télévision, créé le 12 janvier 1966, acquis en 1994 (éditions Mondiales) et diffusé à 473 414 exemplaires en 2012-2013[13] ;

## Activités internet
Mondadori France Digital (ex-EMW : EMAP-Wanadoo), filiale numérique créée en 2000 à parité avec Wanadoo, qui a aujourd'hui quitté le capital d'EMW. Cette filiale gère les sites Internet et Internet mobile des publications du groupe. Elle supervise également deux autres sites du groupe non rattachés à des titres de presse : 
- Kiosque Mag, site d'abonnement aux publications du groupe ;
- NaturaBuy, site de vente en ligne d'article de chasse et de pêche, détenu en coentreprise.

## Condamnation
Le groupe Mondadori a été condamné, le 28 janvier 2008, à 30 000 € de dommages et intérêts, par la chambre des référés du TGI de Nanterre pour avoir publié, dans Closer du 21 janvier, des photos de Cécilia Ciganer divorcée Sarkozy et de Carla Bruni, en attendant le jugement au fond.